# Ашингер

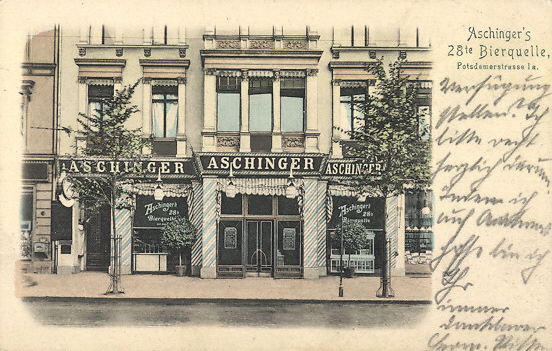
28-й «Пивной источник» Ашингеров на Потсдамской улице. 1910-е годы

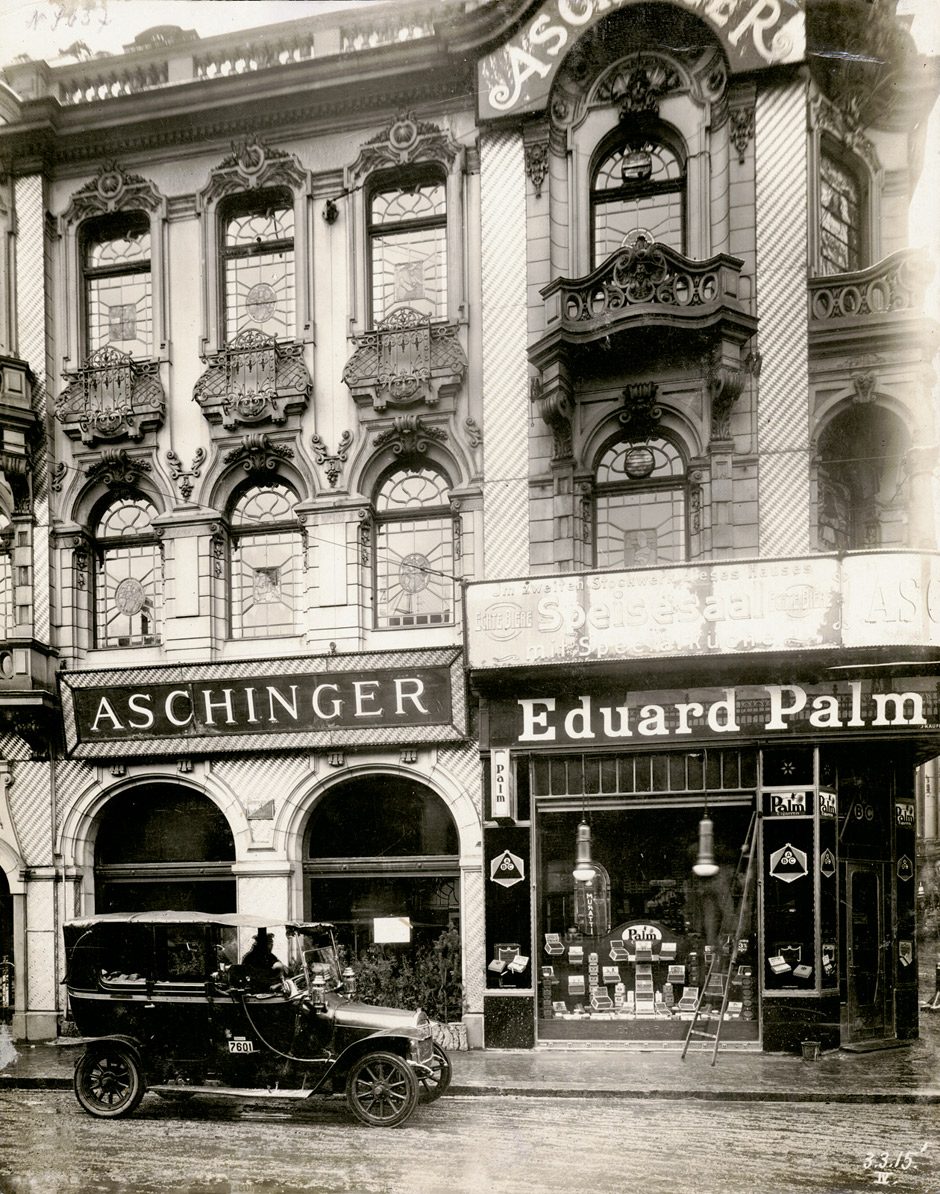
«Ашингер» на Фридрихштрассе. 1915

Некоторые из окружающих меня людей беседуют. С набитым ртом и очень важным видом. Всякое дело следует делать с достоинством. Достоинство и уверенность в себе производят самое благоприятное впечатление, по крайней мере, на меня. Вот почему я так люблю посещать пивные заведения Ашингера, где люди умудряются одновременно пить, есть, говорить и мыслить. Ведь сколько гениальных сделок было заключено как раз здесь. А лучше всего то, что у Ашингера можно часами торчать на одном месте, и никого это не обидит. Никто из тех, кто входит и выходит, не обратит на тебя внимания.

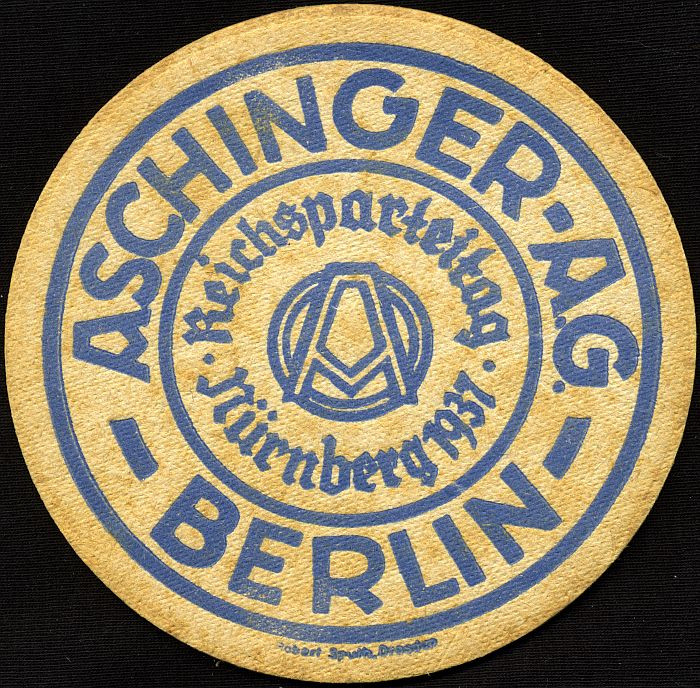
Бирдекель «Ашингер» со съезда НСДАП в Нюрнберге. 1937

«А́шингер» (нем. Aschinger) — предприятие общественного питания в Берлине в XX веке, известное прежде всего своими пивными. Компания была основана в 1892 году двумя выходцами из Вюртемберга, братьями Августом и Карлом Ашингерами. Предприятие Ашингеров добилось невиданных в Германской империи успехов, некоторое время являлось самым крупным гастрономическим предприятием в Европе и может считаться предшественником современных сетей фастфуда.
Братья Ашингеры начали своё дело в Берлине с пивных без посадочных мест под названием «Пивной источник». В этих пивных можно было стоя поесть быстро, дёшево и вкусно. Изначально разные сорта пива предлагались по единой цене в 10 пфеннигов. Первый пивной ресторан открылся 1 сентября 1892 года по адресу Нойе-Росштрассе 4 у станции Берлинского метрополитена «Меркишес Музеум». Затем открылись пивные в других оживлённых местах Берлина: на Лейпцигской улице, Потсдамской улице у Потсдамской площади, на Фридрихштрассе, на площадях Розенталер-плац, Александерплац, Хаккешер-Маркт и Вердершер-Маркт. Вскоре предприятие «Ашингер» стало крупнейшей гастрономической компанией Европы, владевшей 30 «Пивными источниками», 14 кондитерскими и другими ресторанами, а также 20 торговыми точками. На основном производстве компании на Саарбрюккенской улице в Кёнигсштадте в неделю выпекали до 1,1 млн булочек.
Рестораны «Ашингер» предлагали типичные берлинские дешёвые блюда, при заказе порции горохового айнтопфа в неограниченном количестве полагались булочки, что достаточно быстро привлекло в рестораны даже самые бедные слои населения. Бутерброды на булочках выкладывались в стеклянных витринах, как товары в новоявленных крупных торговых домах. Самым популярным из них был «хакепетер» — бутерброд с сырым свиным фаршем крупного помола и репчатым луком. Большим успехом в «Ашингерах» пользовались варёная колбаса к пиву с салатом и гороховый суп. Из изысканных блюд «Ашингер» предлагал жареного гуся с яблочным мусом. В отличие от привычных пивных, меню в заведениях Ашингеров не вызывало никаких ассоциаций с бедняцкой едой. Предприятие Ашингеров быстро развивалось под лозунгом «Лучшее качество по минимальной цене», предлагало пищу только собственного производства, тем самым осуществляло полный контроль качества. Кондитерские и булочные появились у «Ашингера» в начале XX века. «Ашингер» не экономил на оформлении своих заведений, поэтому «Пивные источники» с завлекавшими внутрь витринами и украшенные люстрами и зеркалами имели очень достойные интерьеры. В первой половине XX века такие пивные заведения, где посетителям не предлагалось стульев, считались типично берлинскими. В 1905 году «Ашингер», преобразованный в акционерное общество, занялся также гостиничным бизнесом. К 1913 году компания приобрела отель класса люкс «Фюрстенхоф» и отель «Паласт-отель».
Литературный памятник «Ашингеру» воздвиг Альфред Дёблин, подробно описавший в «Берлин-Александерплац» визит в это заведение своего героя Франца Биберкопфа. Главный герой романа Эриха Кестнера «Фабиан: История одного моралиста» пьёт в «Ашингере» кофе. Один из рассказов Роберта Вальзера в сборнике «Сочинения Фрица Кохера и другие этюды» называется «Ашингер». Неизбежный и вездесущий «Ашингер» упоминает в статье «Затмение солнца» Лев Троцкий. В «Ашингере» во время учёбы в Берлинском университете часто бывал по собственному признанию Динур Бен-Цион.
Экономический кризис, сменивший «золотые двадцатые», не пощадил «Ашингер», и в 1930-е годы компания испытывала серьёзные финансовые сложности. В «Ашингерах» отменили бесплатные булочки и стали искать помощи у властей Третьего рейха. «Ашингер» выдвинулся в главные поставщики для всех крупных нацистских, включая Олимпийские игры 1936 года в Берлине. После национализации концерна Kempinski «Ашингеру» достался его «Дом „Родина“» (нем. Haus Vaterland) на Потсдамской площади. Во Вторую мировую войну 80 % заведений «Ашингер» было разрушено, и восстановить бизнес было сложно. В 1947 году основные производственные мощности «Ашингера» на Саарбрюккенской улице, оказавшиеся в советском секторе Берлина, были переданы управлению конфискованным имуществом военных преступников и отъявленных фашистов. Помещения «Ашингера» в Восточном Берлине были национализированы и переданы в ведение учреждённой Торговой организации ГДР.
В Западном Берлине компания-преемница Aschinger AG в 1949 году открыла близ площади Виттенбергплац свою первую после войны кондитерскую. Компания продолжала развиваться и достигла размеров среднего предприятия, но в конце концов 1 октября 1976 года прекратила своё существование после закрытия последнего заведения у вокзала «Цоо». При содействии одного из представителей семьи Ашингер в апреле 1990 года на Курфюрстендамм открылся «Исторический пивной погреб Ашингеров», который обанкротился и закрылся в 2000 году. Все прочие предприятия общественного питания под названием «Ашингер» не имеют никакого отношения к историческому Ашингеру.